# (6394) 1990 QM2
1990 كيو أم 2 (ويعرف أيضًا باسم (6394) 1990 كيو أم 2 وفق تسمية الكوكب الصغير) (بالإنجليزية: 1990 QM2)‏ هو كويكب ضمن حزام الكويكبات؛ وترتيبه 6394 من حيث الاكتشاف.
اكتُشف هذا الجُرم الفلكي بواسطة هنري هولت إي في 22 أغسطس 1990.

## وصلات خارجية
- (6394) 1990 QM2 في قاعدة بيانات مختبر الدفع النفاث لأجرام النظام الشمسي الصغيرة

- الاكتشاف · مخطط المدار ·  العناصر المدارية · المعلمات المادية

- (6394) 1990 QM2 على موقع ويكي سكاي: DSS2, SDSS, GALEX, IRAS, Hydrogen α, X-Ray, Astrophoto, Sky Map, Articles and images